# Bahnstrecke Málaga–Fuengirola
| Die Strecke im Bereich des Haltepunktes Montemar (km 16,6). |                          |                                                     |                                                     |
| Streckennummer: | 436                      |                                                     |                                                     |
| Spurweite: | 1668 mm (Iberische Spur) |                                                     |                                                     |
| Stromsystem: | 3 kV =                   |                                                     |                                                     |
| Maximale Neigung: | 22 ‰                     |                                                     |                                                     |
| Streckengeschwindigkeit: | 125 km/h                 |                                                     |                                                     |
| |                          |                                                     |                                                     |
| \| \| -0,57 \| Málaga Centro–Alameda (seit 10. Juli 1976)[Anm. 2] \| Málaga Centro–Alameda (seit 10. Juli 1976)[Anm. 2] \| \| \| 0,0 \| Málaga María Zambrano[Anm. 3] \| Málaga María Zambrano[Anm. 3] \| \| \| \| Abzweig zum Hafen \| \| \| \| \| Innenstadttunnel Málaga (seit 1. Juli 1975) \| \| \| \| \| L2 der Metro Málaga \| \| \| \| \| Abzweig Innenstadttunnel \| \| \| \| \| \| \| \| \| \| San Andrés (bis 13. Juni 2009)[3] \| \| \| \| 2,4 \| Victoria Kent (seit 13. Juni 2009)[3] \| Victoria Kent (seit 13. Juni 2009)[3] \| \| \| \| Casa de la Misericordia[4] Stilllegungsdatum unbekannt \| \| \| \| \| MA-20 \| \| \| \| \| \| \| \| \| \| AVE-Normalspurstrecke; \| \| \| \| \| Breitspurstrecke nach Córdoba, auch Linie C-2 \| \| \| \| 4,1 \| Los Prados \| Los Prados \| \| \| \| \| \| \| \| \| \| \| \| \| 5,2 \| Guadalhorce (unterirdisch seit 10. September 2010)[5] \| Guadalhorce (unterirdisch seit 10. September 2010)[5] \| \| \| \| río Guadalhorce \| \| \| \| \| Tunnel Guadalhorce-Aeropuerto Länge: 2,9 km[6][7][8] \| \| \| \| 7,2 \| Terminal de Cargas (bis 9. September 2010)[5] \| Terminal de Cargas (bis 9. September 2010)[5] \| \| \| 7,9 \| Aeropuerto (unterirdisch seit 10. September 2010)[5][6] \| Aeropuerto (unterirdisch seit 10. September 2010)[5][6] \| \| \| \| Ende Zweigleisigkeit \| \| \| \| \| MA-21 \| \| \| \| \| \| \| \| \| 9,8 \| San Julián \| San Julián \| \| \| \| FSM-Schmalspurstrecke nach Coín (bis 1. Juli 1965)[4] \| \| \| \| 10,5 \| Plaza Mayor \| Plaza Mayor \| \| \| 11,3 \| Beginn Zweigleisigkeit \| Beginn Zweigleisigkeit \| \| \| 11,4 \| Campo de Golf-Campamento \| Campo de Golf-Campamento \| \| \| \| MA-20 \| \| \| \| 12,1 \| Los Álamos \| Los Álamos \| \| \| 12,8 \| La Colina \| La Colina \| \| \| 12,9 \| Ende Zweigleisigkeit \| Ende Zweigleisigkeit \| \| \| \| Tunnel La Colina 1 \| Länge: ca. 200 m[8] \| \| \| \| Tunnel La Colina 2 \| Länge: ca. 200 m[8] \| \| \| \| Pan Triste-Brücke \| \| \| \| \| Innenstadttunnel Torremolinos \| Länge: 1,3 km[8] \| \| \| 15,3 \| Torremolinos (unterirdisch seit 31. Juli 1975) \| Torremolinos (unterirdisch seit 31. Juli 1975) \| \| \| \| Innenstadttunnel Torremolinos \| \| \| \| 16,6 \| Montemar Alto \| Montemar Alto \| \| \| 17,0 \| Beginn Zweigleisigkeit \| Beginn Zweigleisigkeit \| \| \| 17,3 \| El Pinillo \| El Pinillo \| \| \| \| Innenstadttunnel Arroyo de la Miel \| Länge: 700 m[8] \| \| \| 19,6 \| Benalmádena-Arroyo de la Miel \| Benalmádena-Arroyo de la Miel \| \| \| \| Ende Zweigleisigkeit \| \| \| \| \| Tunnel Cerro del Águila y Los Alemanes \| Länge: 1,1 km[8] \| \| \| \| Brücken über den Arroyo Hondo \| \| \| \| 22,4 \| Beginn Zweigleisigkeit \| Beginn Zweigleisigkeit \| \| \| 23,1 \| Torremuelle \| Torremuelle \| \| \| \| Carvajal-Tunnel \| Länge: 100 m[8] \| \| \| 25,8 \| Carvajal \| Carvajal \| \| \| \| Ende Zweigleisigkeit \| \| \| \| 27,2 \| Torreblanca \| Torreblanca \| \| \| \| Tunnel Torreblanca \| Länge: 400 m[8] \| \| \| \| \| \| \| \| 28,6 \| Los Boliches \| Los Boliches \| \| \| \| \| \| \| \| \| Innenstadttunnel Fuengirola \| Länge: 600 m[8] \| \| \| 30,2 \| Fuengirola (unterirdisch seit 31. Juli 1975) \| Fuengirola (unterirdisch seit 31. Juli 1975) \| \| \| \| Quelle Kilometrierung: [1] \| \| |                          |                                                     |                                                     |
| Haltepunkt / Haltestelle Streckenanfang (im Tunnel) | -0,57                    | Málaga Centro–Alameda (seit 10. Juli 1976)          | Málaga Centro–Alameda (seit 10. Juli 1976)          |
| Kopfbahnhof Streckenanfang · Kopfbahnhof Streckenanfang · Bahnhof (im Tunnel) | 0,0                      | Málaga María Zambrano                               | Málaga María Zambrano                               |
| Strecke · Abzweig geradeaus und von links · Kreuzung mit oberirdischer Strecke (im Tunnel) |                          | Abzweig zum Hafen                                   | Abzweig zum Hafen                                   |
| Strecke · Strecke · Tunnelende |                          | Innenstadttunnel Málaga (seit 1. Juli 1975)         | Innenstadttunnel Málaga (seit 1. Juli 1975)         |
| Kreuzung mit U-Bahn mit Tunnelstrecke · Kreuzung mit U-Bahn mit Tunnelstrecke · Kreuzung mit U-Bahn mit Tunnelstrecke |                          | L2 der Metro Málaga                                 | L2 der Metro Málaga                                 |
| Strecke · Abzweig geradeaus und von links · Strecke nach rechts |                          | Abzweig Innenstadttunnel                            | Abzweig Innenstadttunnel                            |
| Strecke · Abzweig geradeaus und ehemals nach links · Strecke von rechts (außer Betrieb) |                          |                                                     |                                                     |
| Tunnelanfang · Tunnelanfang · Haltepunkt / Haltestelle (Strecke außer Betrieb) |                          | San Andrés (bis 13. Juni 2009)                      | San Andrés (bis 13. Juni 2009)                      |
| Strecke (im Tunnel) · Haltepunkt / Haltestelle (im Tunnel) · Strecke (außer Betrieb) | 2,4                      | Victoria Kent (seit 13. Juni 2009)                  | Victoria Kent (seit 13. Juni 2009)                  |
| Strecke (im Tunnel) · Strecke (im Tunnel) · Haltepunkt / Haltestelle (Strecke außer Betrieb) |                          | Casa de la Misericordia Stilllegungsdatum unbekannt | Casa de la Misericordia Stilllegungsdatum unbekannt |
| Strecke (außer Betrieb) |                          | MA-20                                               | MA-20                                               |
| Tunnelende · Tunnelende · Strecke (außer Betrieb) |                          |                                                     |                                                     |
| Strecke nach rechts · Abzweig geradeaus und ehemals von links · Strecke nach rechts (außer Betrieb) |                          | AVE-Normalspurstrecke;                              | AVE-Normalspurstrecke;                              |
| Abzweig geradeaus und nach rechts |                          | Breitspurstrecke nach Córdoba, auch Linie C-2       | Breitspurstrecke nach Córdoba, auch Linie C-2       |
| ehemaliger Dienststation / Betriebs- oder Güterbahnhof | 4,1                      | Los Prados                                          | Los Prados                                          |
| Abzweig geradeaus und ehemals nach links · Strecke von rechts (außer Betrieb) |                          |                                                     |                                                     |
| Tunnelanfang · Strecke (außer Betrieb) |                          |                                                     |                                                     |
| Haltepunkt / Haltestelle (im Tunnel) · Haltepunkt / Haltestelle (Strecke außer Betrieb) | 5,2                      | Guadalhorce (unterirdisch seit 10. September 2010)  | Guadalhorce (unterirdisch seit 10. September 2010)  |
| Strecke unter Wasserlauf (im Tunnel) · Brücke über Wasserlauf (Strecke außer Betrieb) |                          | río Guadalhorce                                     | río Guadalhorce                                     |
| Strecke von links (außer Betrieb) · Kreuzung (Querstrecke außer Betrieb) (im Tunnel) · Strecke nach rechts (außer Betrieb) |                          | Tunnel Guadalhorce-Aeropuerto Länge: 2,9 km         | Tunnel Guadalhorce-Aeropuerto Länge: 2,9 km         |
| Haltepunkt / Haltestelle (Strecke außer Betrieb) · Strecke (im Tunnel) | 7,2                      | Terminal de Cargas (bis 9. September 2010)          | Terminal de Cargas (bis 9. September 2010)          |
| Bahnhof (Strecke außer Betrieb) · Haltepunkt / Haltestelle (im Tunnel) | 7,9                      | Aeropuerto (unterirdisch seit 10. September 2010)   | Aeropuerto (unterirdisch seit 10. September 2010)   |
| Strecke (außer Betrieb) · Tunnelende |                          | Ende Zweigleisigkeit                                | Ende Zweigleisigkeit                                |
| Strecke (außer Betrieb) |                          | MA-21                                               | MA-21                                               |
| Strecke nach links (außer Betrieb) · Abzweig geradeaus und ehemals von rechts |                          |                                                     |                                                     |
| ehemaliger Bahnhof | 9,8                      | San Julián                                          | San Julián                                          |
| Abzweig geradeaus und ehemals nach rechts |                          | FSM-Schmalspurstrecke nach Coín (bis 1. Juli 1965)  | FSM-Schmalspurstrecke nach Coín (bis 1. Juli 1965)  |
| Bahnhof | 10,5                     | Plaza Mayor                                         | Plaza Mayor                                         |
| Strecke | 11,3                     | Beginn Zweigleisigkeit                              | Beginn Zweigleisigkeit                              |
| ehemaliger Haltepunkt / Haltestelle | 11,4                     | Campo de Golf-Campamento                            | Campo de Golf-Campamento                            |
| |                          | MA-20                                               |                                                     |
| Haltepunkt / Haltestelle | 12,1                     | Los Álamos                                          | Los Álamos                                          |
| Haltepunkt / Haltestelle | 12,8                     | La Colina                                           | La Colina                                           |
| Strecke | 12,9                     | Ende Zweigleisigkeit                                | Ende Zweigleisigkeit                                |
| Tunnel |                          | Tunnel La Colina 1                                  | Länge: ca. 200 m                                    |
| Tunnel |                          | Tunnel La Colina 2                                  | Länge: ca. 200 m                                    |
| Brücke |                          | Pan Triste-Brücke                                   | Pan Triste-Brücke                                   |
| Tunnelanfang |                          | Innenstadttunnel Torremolinos                       | Länge: 1,3 km                                       |
| Bahnhof (im Tunnel) | 15,3                     | Torremolinos (unterirdisch seit 31. Juli 1975)      | Torremolinos (unterirdisch seit 31. Juli 1975)      |
| Tunnelende |                          | Innenstadttunnel Torremolinos                       | Innenstadttunnel Torremolinos                       |
| Haltepunkt / Haltestelle | 16,6                     | Montemar Alto                                       | Montemar Alto                                       |
| Strecke | 17,0                     | Beginn Zweigleisigkeit                              | Beginn Zweigleisigkeit                              |
| Haltepunkt / Haltestelle | 17,3                     | El Pinillo                                          | El Pinillo                                          |
| Tunnelanfang |                          | Innenstadttunnel Arroyo de la Miel                  | Länge: 700 m                                        |
| Haltepunkt / Haltestelle Tunnelende | 19,6                     | Benalmádena-Arroyo de la Miel                       | Benalmádena-Arroyo de la Miel                       |
| Strecke von links (außer Betrieb) · Abzweig geradeaus und ehemals nach rechts |                          | Ende Zweigleisigkeit                                | Ende Zweigleisigkeit                                |
| Strecke (außer Betrieb) · Tunnel |                          | Tunnel Cerro del Águila y Los Alemanes              | Länge: 1,1 km                                       |
| Brücke (Strecke außer Betrieb) · Brücke |                          | Brücken über den Arroyo Hondo                       | Brücken über den Arroyo Hondo                       |
| Strecke nach links (außer Betrieb) · Abzweig geradeaus und ehemals von rechts | 22,4                     | Beginn Zweigleisigkeit                              | Beginn Zweigleisigkeit                              |
| Haltepunkt / Haltestelle | 23,1                     | Torremuelle                                         | Torremuelle                                         |
| Tunnel |                          | Carvajal-Tunnel                                     | Länge: 100 m                                        |
| Haltepunkt / Haltestelle | 25,8                     | Carvajal                                            | Carvajal                                            |
| Strecke |                          | Ende Zweigleisigkeit                                | Ende Zweigleisigkeit                                |
| Haltepunkt / Haltestelle | 27,2                     | Torreblanca                                         | Torreblanca                                         |
| Tunnel |                          | Tunnel Torreblanca                                  | Länge: 400 m                                        |
| Strecke Anfang Hochstrecke |                          |                                                     |                                                     |
| Haltepunkt / Haltestelle | 28,6                     | Los Boliches                                        | Los Boliches                                        |
| Strecke Ende Hochstrecke |                          |                                                     |                                                     |
| Tunnelanfang |                          | Innenstadttunnel Fuengirola                         | Länge: 600 m                                        |
| Kopfbahnhof Streckenende (im Tunnel) | 30,2                     | Fuengirola (unterirdisch seit 31. Juli 1975)        | Fuengirola (unterirdisch seit 31. Juli 1975)        |
| |                          | Quelle Kilometrierung:                              |                                                     |

Die Strecke Málaga–Fuengirola ist heute eine etwa 31 Kilometer lange Eisenbahnstrecke der Adif im Süden Spaniens. 1916 als Meterspurstrecke eröffnet, wurde sie von 1972 bis 1975 generalsaniert und in Breitspur umgebaut. Sie ist elektrifiziert, abschnittsweise zweigleisig und wird von der Linie C-1 der Cercanías Málaga genutzt. Bei der Adif trug sie 2013 die Streckennummer 436.

## Geschichte Schmalspur
Am 11. September 1912 erteilte der Staat José Nogel Disdier, zugleich Inhaber der Konzession für die Strecke nach Coín, die Konzession für den Bau einer 256 km langen Eisenbahnstrecke von Málaga über Fuengirola nach Algeciras und Cádiz. Am 13. Januar 1913 stimmte das zuständige Ministerium der Weitergabe an die Compañía de los Ferrocarriles de Málaga a Algeciras y Cádiz zu, einer Tochtergesellschaft der Ferrocarriles Suburbanos de Málaga (FSM). Sie wurde mit einem Gesellschaftskapital von 12 Millionen Peseten gegründet, da die neue Konzession auf einer anderen Rechtsgrundlage (Ley de Ferrocarriles Secundarios y Estratégicos, 1908) beruhte und der Staat daher hierfür eine Mindestverzinsung des investierten Kapitals garantierte. Nach anderer Quelle erfolgte die Konzessionserteilung 1912 direkt an die Compañía de los Ferrocarriles de Málaga a Algeciras y Cádiz. Frühere Konzessionsvergaben hatten höchstens zu ersten Erdarbeiten geführt, zudem war auch eine Dampfstraßenbahn Málaga–Torremolinos angefragt worden. Für die ersten 8,5 Kilometer bis San Julián wurde die 1912 eröffnete Strecke der ebenfalls meterspurigen Muttergesellschaft FSM nach Coín mitgenutzt, die auch für den Betrieb verantwortlich war. Die Inbetriebnahme erfolgte in zwei Abschnitten: San Julián–Torremolinos (5,5 km) am 22. Januar 1916, die Fortsetzung (15 km) bis Fuengirola am 28. Mai des Jahres 1916 bzw., nach anderen Quellen, 1918. Am 13. November 1928 verzichtete die Konzessionsinhaberin auf ihre Rechte bezüglich der Weiterführung bis Cádiz sowie nur wenige Jahre später, am 15. September 1934, wegen der geringen Einnahmen auch auf diejenigen für die existierende Strecke. Daher übernahm am Folgetag die staatliche Organisation Explotación de Ferrocarriles por el Estado (EFE) (im November 1965 ausgegliedert als Ferrocarriles de Vía Estrecha (FEVE)) den Betrieb. Dabei blieb der Staat von den FSM abhängig, da teilweise deren Infrastruktur und zumindest anfangs deren Fahrzeuge benutzt wurden. Ihren eigenen Beschluss vom 26. Oktober 1935, den Betrieb einzustellen, hob die spanische Regierung am 21. November 1935 wieder auf. Der schlechte Zustand der Infrastruktur erzwang dennoch am 20. Mai 1936 die Einstellung des Betriebes. Da die Sanierungsarbeiten erst nach dem Ende des Bürgerkrieges durchgeführt werden konnten, erfolgte die Wiedereröffnung erst am 1. Juli 1942. Hierfür wurden auch drei Dampflokomotiven des Ferrocarril Vasco-Navarro sowie Wagen anderer Strecken nach Málaga verlegt, aber keine eigene Werkstatt errichtet. Auf einer Karte aus dem Jahr 1948 weist die Strecke vier eigene Bahnhöfe auf, dazu kommt noch der Anschlussbahnhof San Julián. Wirtschaftlich erfolgreich wurde die Strecke erst mit dem Aufkommen des Tourismusses an der Küste. Auch die Beschaffung von Dieseltriebwagen ab 1957, zuerst Billard (2114 bis 2116, 2126 und 2129 sowie 2141 bis 2145, mit den Beiwagen 5103, 5104 und 5108 sowie 5112 bis 5116), ab 1966 auch von MAN, half dabei.
| Jahr | Einnahmen | Ausgaben  |
| ---- | --------- | --------- |
| 1916 | 68.764    | 63.345    |
| 1917 | 112.948   | 144.661   |
| 1942 | 113.000   | 453.000   |
| 1950 | 644.000   | 1.610.000 |
| 1962 | 7.994.000 | 5.666.000 |

Wegen des Potenzials von durchschnittlich über 40.000 Fahrgästen pro Tag wurde der Betrieb am 1. August 1971 nur vorübergehend eingestellt, um bis Ende 1972 eine Generalsanierung durchzuführen:
- Streckenlänge 29.347 m
- Elektrifizierung mit 1,5 kV=, neue Fahrzeuge (160 Plätze, Sechsfachtraktion);
- Zweigleisigkeit von Málaga bis Torremolinos, Stichstrecke zum Flughafen;
- 3 große Brücken (4.150 m), 1.875 m Tunnel, Beseitigung von Bahnübergängen;
- Minimalradius 300 m, Maximalsteigung 17 Promille;
- neue Leit- und Sicherungstechnik
- Höchstgeschwindigkeit 80 km/h;
- Viertelstundentakt, 8.000 Fahrgäste pro Stunde (3.000 sitzend);
- 12 Zwischenhalte,[Anm. 6] Bahnsteiglänge 120 m;
- Reisezeit 44 Minuten, Reisegeschwindigkeit 45 km/h.

Zur Umsetzung dieser Generalsanierung kam es nicht, vielmehr übernahm die RENFE 1972 die Strecke ebenso wie den künftigen Betrieb.

## Geschichte Breitspur
Wegen der Übernahme durch die RENFE wurde für die Sanierung umgeplant:
- Umspurung auf iberische Breitspur (1.668 mm), Einbindung in die Strecke aus und in Richtung Córdoba im Güterbahnhof Los Prados sowie Entfall des Abschnitts bis zum Hafenbahnhof[Anm. 7];
- Elektrifizierung mit 3 kV=
- Verlegung der Strecke im Flughafenbereich statt Stichstrecke dorthin;
- Tieferlegung der Bahnhöfe Fuengirola, Torremolinos und – nur für die Cercanías – Málaga Término (heute Málaga María Zambrano);
- Beibehaltung Eingleisigkeit, für Halbstundentakt Zentralstellwerke an beiden Streckenenden;
- Einkürzung der Bahnsteige (außer in Fuengirola) auf 100 m[22] als Anpassung an die geplanten Fahrzeuge (Einfachtraktion der dreiteiligen RENFE-Baureihe 440).

Am 23. Juli 1975, nach anderen Angaben am 31. Juli 1975 bzw. am 4. August 1975, wurde die Strecke wiedereröffnet. Ein Jahr später, am 10. Juli 1976, wurde die unterirdische Verlängerung bis Málaga Guadalmedina (heute Málaga Centro–Alameda) eröffnet. Ab dem 26. Juni 1987 wurde die Anbindung aus Richtung Córdoba für Direktzüge von dort bzw. aus Madrid genutzt, bis nur wenig später eine Erweiterung des Güterbahnhofs zum Entfall des Gleisdreiecks führte. Bis 2000 bzw. September 2002 wurde die Strecke auch von TALGO-Fernzügen genutzt. Diese wechselten dafür im Bahnhof Málaga Término Fahrtrichtung und Lokomotive. Ab 1992 wurden die Triebwagen der Baureihe 440 durch solche der Baureihe 446 ersetzt. Ab dem Jahr 2000 wurden weitere Abschnitte zweigleisig ausgebaut und in Tunnel verlegt (rund um den Halt Victoria Kent, eröffnet am 13. Juli 2009; 2,9 km von Guadalhorce bis Flughafen, eröffnet am 10. September 2010 für 193 Millionen Euro einschließlich 1,2 km ebenerdiger Strecke) sowie Zugangsstellen eröffnet (u. a. Plaza Mayor) bzw. geschlossen (Los Prados, San Julian, Terminal de Cargas, Campo de Golf–Campamento). Im Rahmen einer Sanierung des Tunnels am östlichen Streckenende von Oktober 2007 bis März 2010 wurde auch dieser Bereich (bis auf den Endhaltepunkt selbst) zweigleisig und wird seitdem von beiden Cercanía-Linien genutzt, die Bahnsteige wurden von 100 auf 160 m verlängert, die geplanten Kosten lagen bei 16,6 Millionen Euro. Auch ist eine Weiterführung vorbereitet. 2016 waren 45 % der Strecke (14 Kilometer) zweigleisig. 2018 wurde die Oberleitung in den eingleisigen Bereichen auf 10,5 Kilometern Länge modernisiert.

## Betrieb aktuell
Adif ist Eigentümerin der Infrastruktur, betrieben wird die Strecke seit dem 1. Januar 2005 von Renfe Operadora. Sie wird Stand 2021 von der Linie C-1 der Cercanías Málaga genutzt, von der seit September 2011, wie bereits 1977, bis zu drei Züge je Stunde und Richtung im 20-Minuten-Takt, insgesamt 104 am Werktag, verkehren. Der Innenstadtabschnitt vom Abzweig der Breitspurstrecke nach Córdoba bis Málaga María Zambrano wird zusätzlich noch von den Breitspurzügen des Fern- und Regionalverkehrs sowie der Linie C-2 der Cercanías Málaga genutzt. Letztere verkehrt ebenfalls im Innenstadttunnel weiter bis Málaga Centro–Alameda. Zugelassen sind Züge mit einer maximalen Länge von 245 m. Seit 2009 werden Civia-Züge (RENFE-Baureihe 463) eingesetzt.

## Fahrgastzahlen
2007 verzeichnete die Linie C-1 ungefähr 9,63 Millionen Fahrgäste, die Pünktlichkeit lag bei 99,46 %, und die meistfrequentierten Bahnhöfe waren (ohne gemeinsam mit der Linie C-2 genutzte) Fuengirola (6.558 im Schnitt pro Tag), Benalmádena-Arroyo de la Miel (6.468) und Torremolinos (6.504). Im ersten Halbjahr 2012 wurden 4.103.421 Personen befördert, die meistgenutzten Bahnhöfe waren wieder Fuengirola (1,169 Millionen), Benalmádena-Arroyo de la Miel (1,094 Millionen) und Torremolinos (964 Tausend). 2018 wurden auf beiden Linien knapp 11,5 Millionen Fahrgäste befördert, meistfrequentierte Bahnhöfe waren erneut Fuengirola (1,408 Millionen), Benalmádena-Arroyo de la Miel (1,293 Millionen) und Torremolinos (1,109 Millionen).

## Verlängerungen
Am 13. November 1928 verzichtete die Konzessionsinhaberin mangels Finanzierungsmöglichkeiten auf ihre Rechte zum Weiterbau bis Algeciras und Cádiz. Auch eine nachfolgende Neuausschreibung führte nicht zum Erfolg.
1999 kündigte die Junta de Andalucía (Regierung Andalusiens) eine Verkehrsuntersuchung für die Costa del Sol inklusive Cercanías-Verlängerung an. 
Im Wahlkampf im Folgejahr wird die Absicht verkündet, die bestehende Strecke zweigleisig auszubauen, über Marbella bis Algeciras zu verlängern und einen neuen Hauptbahnhof am Flughafen sowie eine Stadtbahn zu bauen. Als Kosten werden 753 Millionen Euro genannt, davon 301 Millionen Euro bis Marbella. 
2002 wird eine Machbarkeitsstudie einer Bahnstrecke (Tren litoral) von Nerja 60 Kilometer östlich Málaga bis Manilva westlich Marbella (Baukosten 900 Millionen Euro einschließlich Stadtbahnzubringern, Fertigstellung bis zum Jahr 2012) vorgestellt. Für 1,8 Millionen Euro wird eine vertiefende Untersuchung (Estudio Informativo) beauftragt. 
2003 teilt das zuständige Zentralministerium mit, eine Untersuchung für eine Cercanías-Verlängerung beauftragt zu haben.
Im Mai 2004 vereinbaren Zentral- und andalusische Regierung, dass erstere die Ertüchtigung der Bestandsstrecke für Hochgeschwindigkeitsverkehr, letztere die Weiterführung bis Estepona verantwortet und finanziert. So soll Marbella, die letzte spanische Großstadt ohne Bahnanschluss,  an das Eisenbahnnetz angeschlossen werden.
Im November 2004 werden Zwischenergebnisse bekanntgegeben: Kosten 1,65 Millionen Euro, Streckenlänge 52,6 km (davon 50 km Tunnel, wovon 40 km mittels Tunnelvortriebsmaschine aufgefahren werden) von Fuengirola bis Estepona, 12 neue Halte, Reisezeit 75 bzw. 46 Minuten (Cercanías bzw. Fernverkehr) und damit Reisegeschwindigkeiten von 84 bzw. 141 km/h). 2005 informiert die andalusische Regierung über weitere Details des Projektes: AVE-tauglich, von Rincón de la Victoria bis Marbella 12 Stationen, 99 % der Gesamtstrecke unterirdisch.
2006 wird ein Gestaltungswettbewerb für 10 Stationen durchgeführt, 2007 die Ausschreibung der Arbeiten in drei Abschnitten angekündigt. Die Neubaustrecke sollte ab Fuengirola innerhalb von drei Jahren vorrangig mittels Tunnelvortriebsmaschine um 35,7 km verlängert werden. Vorgesehen war eine zumeist unter der Nationalstraße N-340 verlaufende, zweigleisige, elektrifizierte Normalspurstrecke mit einem Tunnelanteil von fast 80 % und einer Streckengeschwindigkeit von 220 bis 250 km/h. Die Kosten wurden, ohne die erforderliche Anpassung des Abschnittes Málaga–Fuengirola, auf 1,1 Milliarden Euro geschätzt.
2008 wird mit ersten Enteignungen begonnen und der Bau eines ersten Teilstücks sowie Design und Planung der Stationen ausgeschrieben. Die favorisierte Streckenführung enthielt 13 Tunnel mit einer Gesamtlänge von 42,7 Kilometern, 12 unterirdische Stationen sowie 6 Brücken. 
Etwas später sollte die bisherige Cercanías-Strecke belassen und der Fernverkehr bis Fuengirola auf einer eigenen Strecke geführt werden – bei Gesamtkosten von 4 bis 4,5 Milliarden Euro. Aufgrund der hohen Kosten und der eigenen Haushaltslage gab Andalusien die Planungen auf und reichte sämtliche Unterlagen, für die 13 Millionen Euro ausgegeben wurden, an die spanische Regierung weiter. 
2012 sagte die zuständige Ministerin die Fortführung der Planungen zu, 2013 und 2015 wurden erneute bzw. vertiefende Untersuchungen der Cercanías-Verlängerung beauftragt, deren Ergebnisse 2016 bekannt gegeben wurden. Neben der küstennahen Trassenführung (53,6 Kilometer, 98,8 % im Tunnel) wurde auch eine andere meist in Parallelführung zur Autobahn AP-7 (55 Kilometer, Tunnelanteil 69,8 %) untersucht.
2017 kam eine weitere, küstenferne Variante mit in einem Abschnitt geänderter Streckenführung hinzu. Die Kosten für die küstennahe Variante wurden auf 4 Milliarden Euro, für die küstenfernen auf 2 Milliarden Euro geschätzt. Die Finanzierung sollte insbesondere durch EU-Mittel erfolgen. Zu einer Umsetzung kam es Stand 2021 nicht. 
Anfang 2024 wird von Untersuchungen berichtet, um die Streckenkapazität von drei auf vier stündliche Zugpaare zu steigern. Dafür soll die Länge der zweigleisigen Abschnitte (derzeit 19,9 km) um 7 bis 8 km zunehmen. Gute Chancen werden den Abschnitten Aeropuerto-Campo Mayor (ca. 3,5 km) und in der Ortslage Benalmádena eingeräumt, während andere Abschnitte, insbesondere das Streckenende in Málaga selbst, als nur langfristig ausbaubar eingeschätzt werden.
2011 wurde eine Idee des spanischen Bauministeriums deutlich geringeren Umfangs bekannt, eine neue Stichstrecke vom Flughafen in das westlich gelegene Alhaurín de la Torre zu führen und damit zugleich neue Baugebiete im Umfeld des Flughafens zu erschließen. Eine Umsetzung erfolgte bis 2021 nicht.

## Trivia
Einen Auftritt hat die Strecke in Roger Vadims Film „In ihren Augen ist immer Nacht“ (Les bijoutiers du clair de lune) aus dem Jahr 1958: Am Haltepunkt El Pinillo steigt Brigitte Bardot aus dem Zug in ein Auto um.